# Sergiu Buș
Sergiu Florin Buș (* 2. November 1992 in Cluj-Napoca) ist ein rumänischer Fußballspieler. Seit 2023 spielt der Mittelstürmer beim FC Politehnica Iași.

## Karriere

### Verein
Buș begann seine Karriere in der Jugendabteilung von CFR Cluj und gelang zur Saison 2009/10 den Sprung in den Profikader. Am 25. Oktober 2009 gab er sein Debüt in der Liga 1, als er beim 0:0-Unentschieden gegen den FC Timișoara für Nei in der 65. Spielminute eingewechselt wurde. Um Spielpraxis zu sammeln, wurde er in der Saison 2010/11 an den Zweitligisten Unirea Alba Iulia ausgeliehen, kehrte aber schon in der Winterpause nach Cluj-Napoca zurück. Für die Spielzeit 2011/12 wurde mit dem Ligakonkurrenten FCM Târgu Mureș ein neuerliches Leihgeschäft vereinbart. Nach dem Abstieg kehrte er zu CFR zurück, das ihn im Sommer an Gaz Metan Mediaș auslieh. Doch schon nach wenigen Wochen kehrte er nach Cluj zurück. Im Sommer 2013 wechselte er zu Aufsteiger Corona Brașov. Mit Corona beendete er die Saison 2013/14 auf dem letzten Tabellenplatz und musste absteigen. Er selbst hatte mit neun Toren fast die Hälfte aller Treffer seines Klubs erzielt.
Im Sommer 2014 schloss er sich dem bulgarischen Spitzenklub ZSKA Sofia an. Dort schoss er in 21 Spielen 10 Tore. Doch schon zum 2. Februar 2015 wechselte er für ca. 800.000 Euro nach England zu Sheffield Wednesday. Dort kam er in der Saison 2014/15 auf sieben Einsätze. Nachdem in der ersten Hälfte der Spielzeit 2015/16 lediglich zwei weitere hinzugekommen waren, wechselte er Anfang 2016 für ein halbes Jahr auf Leihbasis zu US Salernitana in die italienische Serie B. Dort schaffte er in der Rückrunde 2015/16 den Klassenverbleib. Im Sommer 2016 kehrte er nach Sheffield zurück, ehe er Anfang 2017 zu Astra Giurgiu wechselte. Er blieb nur kurz; bei Lewski Sofia| dafür zwei Spielzeiten. Dann war Buș zurück in Rumänien bei Gaz Metan Mediaș und FCSB Bukarest. 2021 sah ihn auch in Südkorea, bevor er bei einem weiteren ehemaligen Verein, CFR Cluj, unterschrieb. Im Sommer 2023 wechselte er ligaintern zum Aufsteiger FC Politehnica Iași.

## Erfolge
- Rumänischer Meister: 2010
- Rumänischer Pokalsieger: 2010

## Sonstiges
Sein Bruder Laurențiu Buș (* 1987) ist ebenfalls Fußballspieler in der Liga 1.